# Comptable public en France
 (juin 2018).
En droit public, un comptable public est en France un agent public chargé du maniement des deniers publics. Le principe de séparation entre l'ordonnateur et le comptable est un principe fondamental du droit budgétaire et financier public français. L'agent public qui ordonne une dépense — ou la perception d'une recette — n'est pas celui qui manie les fonds. 
Cette séparation offre une garantie à l'organisme public (État ou collectivité territoriale ou établissement public), qui bénéficie d'une vérification des dépenses avant qu'elles soient réalisées. Elle offre aussi une garantie au contribuable ou à l'usager du service public, qui bénéficie d'une vérification de l'exactitude de la recette à percevoir. 
Le principal texte de droit instituant la séparation entre ordonnateur et comptable est le décret relatif à la gestion budgétaire et comptable publique (décret GBCP), qui a pris la suite du règlement général sur la comptabilité publique (RGCP).

## Rôle du comptable public
Après une décision de l'ordonnateur (le maire pour une commune à la suite d'une délibération du conseil municipal, le président de région pour une région à la suite d'une délibération du conseil régional, le ministre pour les ministères, le directeur d'une administration, le préfet pour les services déconcentrés des administrations, etc.), le comptable public l'exécute, c'est-à-dire effectue l'opération financière, débite ou crédite les comptes de l'organisme public, encaisse ou décaisse les espèces et les valeurs. Il ne le fait qu'après avoir soumis l'ordre donné par l'ordonnateur à un certain nombre de vérifications, traditionnellement nommées ses diligences, qui sont limitativement énumérées par l'article 19 du décret GBCP. Si ces vérifications ne le satisfont pas, il refuse d'effectuer la dépense ou la recette décidée par l'ordonnateur. Dans certains cas, l'ordonnateur peut alors lui imposer d'effectuer l'opération, en le réquisitionnant. Mais alors l'ordonnateur endosse la responsabilité de l'opération, à la place du comptable.
Le comptable public procède aux écritures comptables courantes, conserve les documents comptables et les pièces justificatives appuyant les dépenses. Les juridictions financières contrôlent la régularité des comptes publics.

## Pyramide des postes comptables
Depuis 2023 les postes comptables sont classés en quatre catégories :
- Catégorie C+ : créée en 2015, postes dont le responsable a le grade d’AFIP (les AFIP étant déjà hors échelle, ces postes ne sont pas "indicés").
- Catégorie C1 :  postes indicés dont le responsable a le statut d’emploi de chef de service comptable, subdivisé du plus au moins important en HEC (Chef de Service Comptable de 1ere catégorie ouvert aux grades AFIP ou AFIPA), HEB (CSC2 (AFIPA prioritaire puis IP et IDIV HC)), HEA (CSC3 AFIPA, IP, IDIV HC), HEA-1 (CSC4 AFIPA, IP, IDIV HC). Les chefs de services comptables de 1ère, 2eme et 3éme catégorie sont hors échelle.
- Catégorie C2 : postes dont le responsable a le grade d'IDIV HC ou IP , subdivisé en C2-1, C2-2, C2-3
- Catégorie C3 : postes dont le responsable a le grade d'IDIV CN, subdivisé en C3-1, C3-2, C3-3, et depuis 2023 douze postes C3-T, reliquat des anciens C4

*Catégorie C4 : anciens postes dont le responsable avait le grade d'IFIP, subdivisé en C4-1, C4-2, C4-3, C4-T. Ces postes ont été progressivement regroupés en structures plus importantes, et la catégorie C4 a disparu en 2022 : les douze derniers postes ont été reclassés "C3-T"

## Statut et responsabilité du comptable public
Par principe, chaque organisme public est doté d'un ou de plusieurs comptables publics. Normalement fonctionnaire, nommé par le ministre du Budget, le comptable est soumis à un régime de responsabilité spécifique.

### Un fonctionnaire particulier
Le comptable de l'État et des collectivités locales est nécessairement un fonctionnaire de l'administration des finances publiques, en fonction au sein du ministère de l’Économie et des Finances. L'exercice de ses fonctions le distingue des autres agents.
Concrètement, il s'agit d'un fonctionnaire de catégorie A relevant de la direction générale des Finances publiques (DGFiP) ou de la direction générale des Douanes et Droits indirects (DGDDI), les deux réseaux comptables de l'État, et doté d'un grade suffisant (inspecteur, inspecteur principal, inspecteur divisionnaire, administrateur des finances publiques adjoint, administrateur des finances publiques, etc.). Ce grade lui confère la compétence pour exercer les fonctions de comptable public s'il le souhaite. Il n'existe pas de corps des comptables publics en tant que tel.
Dans les établissements publics, la situation est différente. Ainsi, la comptabilité des lycées et collèges est assurée par un fonctionnaire du ministère de l'Éducation nationale et de la direction générale des Finances publiques.

### Une responsabilité personnelle et pécuniaire
Le régime de responsabilité est commun à tous les comptables publics.

#### La rigueur des principes
Avant son installation dans son poste comptable, le comptable doit apporter la preuve qu'il a constitué un cautionnement propre à garantir les intérêts de l'État. Pour un poste comptable de taille moyenne, la caution est d'environ 150 000 €. Jusqu'à la Révolution et même au-delà, un comptable public devait déposer au sens propre du terme le montant de son cautionnement dans les caisses royales puis à la Caisse des dépôts et consignations. Après 1908, afin de ne plus sélectionner les comptables publics sur leur fortune, ils ont pu adhérer à l'Association française de cautionnement mutuel qui se porte caution pour eux moyennant une modique cotisation annuelle.
Le comptable public est intégralement et personnellement responsable de sa gestion. Dès qu'un manque est constaté dans la caisse de l'entité publique dont il est chargé, le comptable est mis en débet : il doit combler le manque de ses deniers personnels. À l'inverse, si aucune irrégularité n'est relevée, la juridiction financière chargée du contrôle accorde au comptable une « décharge » ou « quitus ». A contrario, les agents placés sous ses ordres sont « irresponsables » de leurs actes. Il peut donc voir sa responsabilité engagée alors qu'il n'a personnellement commis aucune faute.

#### Les assouplissements de la responsabilité
La rigueur de cette règle est tempérée par des mécanismes régulateurs. En cas de débet définitivement prononcé par la juridiction financière compétente, le comptable public peut présenter au ministère de l'Économie et des Finances une demande en « décharge de responsabilité ». Cette procédure consiste, pour le comptable, à expliquer qu'il n'a rien pu faire pour s'opposer à la survenue du sinistre. La décharge de responsabilité est conditionnée par le caractère imprévisible et irrépressible de la survenue du sinistre.
Le second mécanisme régulateur est la demande en  « remise gracieuse ». Le comptable du Trésor public ne conteste pas la réalité du sinistre dont la responsabilité lui incombe. Il demande, à titre gracieux, à son ministre de tutelle de le dispenser de payer la somme qui est mise à sa charge. Généralement le ministère de l'Économie et des Finances instruit avec beaucoup de bienveillance ce type de demande.
Si une somme est définitivement laissée à sa charge, le comptable public fera jouer son assurance personnelle payée sur ses deniers propres. Cette assurance n'est jamais payée par l'État. Chaque sinistre fait alors l'objet d'une prise en charge partielle par l'assureur qui applique une franchise variable selon le grade de l'agent.
Dans les faits, sauf cas extrêmement graves (vol, malversations avérées...), une somme définitivement laissée à la charge d'un comptable du Trésor public « ne doit pas être d'un montant tel (qu'elle) puisse mettre en déséquilibre, d'une façon trop sensible, son train de vie ». 
Seuls ces mécanismes régulateurs efficaces permettent au système de fonctionner correctement. En effet, la responsabilité d'un comptable public est illimitée. Il serait illusoire, alors que le comptable peut avoir plusieurs dizaines d'agents sous ses ordres, d'imaginer supprimer totalement ces mesures de tempérament. Certains sinistres peuvent absorber immédiatement plusieurs mois, voire plusieurs années de traitement du comptable public.